# 그 여름의 이틀
《그 여름의 이틀》은 1982년 8월 14일부터 8월 15일까지 방영된 KBS 1TV 8.15 특집드라마이다.

## 줄거리
1945년 8월 14일과 8월 15일 이틀 사이에 한반도의 광복을 중심으로 일어난 역사적 사건을 배경으로 하고 있다.

## 제작진
- 연출: 전세권
- 각본: 김항명

## 등장 인물

### 주요 인물
- 유재필 : 오혁규 역
- 김흥기 : 송진우 역
- 김동훈 : 김성수 역
- 이치우 : 김구 역
- 이동주 : 이범석 역
- 문오장 : 여운형 역
- 이성웅 : 스가이 다케마로 역
- 박병호 : 아베 노부유키 역
- 전무송 : 엔도 류사쿠 역
- 김인태 : 모리 형사 역
- 서우림 : 혁규 모 역
- 김미숙 : 혁규의 연인 역
- 금보라 : 하루에 역

### 그 외 인물
- 이대로 : 니시히로 다다오 역
- 양영준 : 이쿠타 세이자부로 역
- 박경득 : 구시부치 센이치 역
- 박웅 : 황인채 역
- 김향숙
- 김봉근 : 설의식 역
- 송희남 : 몽양 제자 역
- 이영 : 이노하라 참모장역
- 최창호 : 고오치 헌병사령관 역
- 김해권 : 노부유키의 비서 역
- 구우룡 : 미즈노 검사장 역
- 정진 : 순사 역
- 송창신 : 고무라 주임 역
- 박정웅 : 바우 할아버지 역
- 정종준 : 동네 총각 역
- 김윤형 : 순사 역
- 김동완 : 고등계 주임 역
- 임병기 : 간수 역
- 김효진
- 박영목 : 민필호 역
- 신동훈 : 김준엽 역
- 이문환 : 김성수 아들 역
- 유동근 : 장준하 역
- 임혁 : 박 대위 역
- 이두섭 : 광복군 병사 역
- 김정환
- 이성호
- 기정수 : 34군 장교 역
- 박상만
- 최동균
- 김진오
- 공경구
- 이계영 : 밀정 역
- 이환지
- 로버트 딘
- 홍요섭 : 혁규의 동지 역
- 송동섭
- 서영진
- 임영식 : 가네다 소좌 역
- 송종원 : 정인보 역
- 맹호림 : 최현배 역
- 조재훈 : 몽양 제자 역
- 이원종 : 여운홍 역
- 최화정 : 노부유키 딸 역
- 장기용
- 오중훈 : 의사 역
- 이강룡 : 이승만 역
- 김명곤 : 이희승 역